# Komet
| Críticas profissionais   | Críticas profissionais |
| Avaliações da crítica    | Avaliações da crítica  |
| Fonte                    | Avaliação              |
| ------------------------ | ---------------------- |
| Ultraje                  | 1                      |
| Distorted Sound Magazine | 2                      |
| Metal Hammer             | 3                      |

Komet é o nono álbum da banda alemã Megaherz, foi lançado no dia 23 de fevereiro de 2018 e comemora os 25 anos da banda.
A edição padrão do álbum traz 11 músicas, enquanto a edição limitada traz um disco extra com 7 faixas, sendo 6 músicas ao vivo e mais uma faixa bônus. A edição de luxo é um box limitado em 500 cópias que incluí além do álbum duplo, uma corrente "Dog tag", uma bandeira, um bordado, e um cartão autografado.
A banda descreve Komet como uma "montanha-russa" de emoções. Komet também é um álbum que trata de assuntos políticos, anti-racismo e anti-intolerância.
A arte do álbum é semelhante às propagandas soviéticas da Corrida espacial
O álbum atingiu a posição de número 7 nas paradas oficiais.

## Faixas
| N.º            | Título                   | Duração |  |
| 1.             | "Vorhang auf"            | 3:54    |  |
| 2.             | "Komet"                  | 4:06    |  |
| 3.             | "Scherben bringen Glück" | 3:54    |  |
| 4.             | "Horrorclown"            | 3:52    |  |
| 5.             | "Von oben"               | 4:52    |  |
| 6.             | "Tiefenrausch"           | 3:27    |  |
| 7.             | "Schwarz oder Weiß"      | 3:53    |  |
| 8.             | "Heldengrab"             | 3:58    |  |
| 9.             | "Nicht in meinem Namen"  | 3:44    |  |
| 10.            | "Trau dich"              | 3:48    |  |
| 11.            | "Nicht genug"            | 4:38    |  |
| Duração total: | Duração total:           | 44:32   |  |

### Faixas da Edição Limitada
Faixas 12 à 17 ao vivo em Zenith, Munique no dia 19/06/2016.
| N.º            | Título                                           | Duração |  |
| 12.            | "Jagdzeit" (Ao vivo em Zenith, Munique)          | 5:08    |  |
| 13.            | "Glorreiche zeiten" (Ao vivo em Zenith, Munique) | 4:17    |  |
| 14.            | "Roter Mond" (Ao vivo em Zenith, Munique)        | 4:04    |  |
| 15.            | "Gegen den Wind" (Ao vivo em Zenith, Munique)    | 5:21    |  |
| 16.            | "Himmelsstürmer" (Ao vivo em Zenith, Munique)    | 5:04    |  |
| 17.            | "Für Immer" (Ao vivo em Zenith, Munique)         | 4:23    |  |
| 18.            | "Unbesiegbar" (Bônus)                            | 3:37    |  |
| Duração total: | Duração total:                                   | 1:15:48 |  |

Predefinição:Megaherz
1. ↑  Komet album in February | Bravewords (em inglês)
2. ↑  These Soviet Space-Race Propaganda Posters Retain Their Delusional Intensity 50 Years Later